# Portucel Soporcel
El Grupo Portucel Soporcel (listado como Portucel S.A.) es una empresa papelera portuguesa, que resultó de la fusión en 2001 entre las firmas Portucel y Soporcel.
El Grupo Portucel Soporcel tiene una capacidad de producción que excede 1 millón de toneladas de papel y 1,3 millones de toneladas de pulpa de celulosa, con 1.380 km² de bosques y un volumen de negocios anual de más de 1000 millones de euros. La compañía utiliza eucaliptus como materia prima para la producción de pulpa de celulosa y papel para impresión y escribir. Portucel es el mayor productor europeo papel Kraft de eucaliptus.
Siendo una empresa que cotiza en el mercado bursátil Euronext Lisboa, Portucel está controlada por el conglomerado Semapa que posee el 77% de las acciones.

## Historia
La compañía tiene sus orígenes a mediados de los años 1950, cuando empezó sus operaciones la fábrica de papel de Cacia, Baixo Vouga. Después de la revolución de los claveles en 1974, la industria papelera portuguesa fue nacionalizada por el Estado. Portucel Soporcel fue privatizada en 2004 y adquirida por Semapa, habiéndose beneficiado de las ayudas estatales e incentivos debido a su carácter estratégico tanto para las exportaciones portuguesas como para la economía local de los eucaliptus.

### Portucel

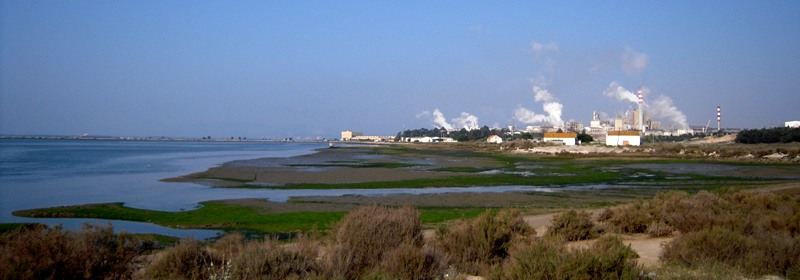
Fábrica de Portucel en Setúbal, Portugal.

Portucel empezó sus operaciones en la fábrica papelera de Cacia en 1953 produciendo pulpa de celulosa, y se convirtió en pionera a nivel mundial en 1957 cuando introdujo el blanqueo mediante sulfatos de la pulpa de celulosa de eucaliptus, mediante el proceso kraft, en su producción.
En 1967, en la fábrica de Setúbal, empezó sus operaciones Inapa en una unidad de producción integrada con Portucel, transformando pulpa de celulosa en papel que era vendido en toda Europa.
Portucel adquirió Papéis Inapa en 2000, creando así una asociación estratégica de gran importancia en el proceso inicial de reestructuración del sector del papel y la pasta de papel en Portugal. Con la toma de control de Soporcel en 2001, Portucel cambió su nombre a Grupo Portucel Soporcel.

### Soporcel
La fábrica de Soporcel en Figueira da Foz, Portugal, se intentó en un inició construirla en el territorio de Angola, cuando era una provincia colonial de Portugal. Debido a la revolución de los Claveles en Lisboa el 25 de abril de 1974 el proyecto, que incluía tanto la forestación y la construcción de instalaciones industriales en Angola, fue retrasado y modificado. La fábrica sería instalada algunos años más tarde en Portugal. Aunque empezó sus operaciones en 1984 con la inauguración de la fábrica papelera de Figueira da Foz, Soporcel había sido constituida cinco años antes. La primera máquina de papel (PM I) empezó a operar en el año 1991 y en la actualidad tiene una capacidad de 350.000 toneladas anuales.
La instalación de una segunda máquina de papel (PM II – 425.000 toneladas anuales), representando la más avanzada tecnología del sector, reforzó la posición de la fábrica de Figueira da Foz en el segmento europeo del papel de revestimiento.
Soporcel fue adquirida por Portucel en 2001, constituyendo el Grupo Portucel Soporcel.

## Operaciones
La estructura de producción del grupo se basa en cuatro fábricas, situadas en Vila Velha de Rodao, Setúbal, Figueira da Foz y Cacia. Estas unidades de producción a gran escala están equipados con la tecnología más moderna (la mayor parte de la maquinaria y equipos de procesamiento son de origen alemán y finlandés) y fueron, en el momento de su instalación, una referencia de calidad dentro del sector.
La marca Navigator, una de las principales marcas mundiales en papel de oficina, es producida por el grupo. El Grupo Portucel Soporcel es responsable de zonas de bosques en Portugal, totalizando aproximadamente 120.000 hectáreas. Esta tierra es gestionada de acuerdo a políticas forestales. El eucaliptus, más específicamente las especies de Eucalyptus globulus, que son consideradas a nivel mundial que proporcionan la fibra ideal para la producción de papeles de alta calidad, ocupan el 74% del área. Cuenta para ello con un equipo privado de extinción de incendios bien equipado para prevenir posibles fuegos dentro de sus bosques.
Junto a sus activos forestales y plantas de producción en Portugal, Portucel ha desarrollado desde 2010 proyectos de forestación e industriales en el extranjero. Estudió extensos inversiones en forestación e industriales en Uruguay, Brasil y Angola, pero eligió Mozambique para llevarlos a efecto.